# Krzysztof Zanussi
Krzysztof Pius Zanussi (sinh ngày 17 tháng 6 năm 1939) là một đạo diễn, nhà sản xuất và biên kịch điện ảnh và kịch nghệ người Ba Lan. Ông là giáo sư ngành điện ảnh châu Âu tại Trường cao học châu Âu nằm ở Saas-Fee, Thụy Sĩ – nơi ông tổ chức một buổi hội thảo mùa hè. Ông còn là giáo sư của Trường học điện ảnh Krzysztof Kieślowski, thuộc Đại học Silesia ở Katowice.

## Xuất thân và sự nghiệp
Ông chào đời trong một gia đình gốc Ý, là con một của Jerzy và Wanda Zanussi. Ông theo học môn vật lý tại Đại học Warszawa và môn triết học tại Đại học Jagiellonia ở Kraków. Ông cũng tốt nghiệp Học viện điện ảnh quốc gia danh giá ở Łódź vào năm 1967. Ông làm giám đốc của xưởng phim điện ảnh Ba Lan TOR và đã gặt hái nhiều giải thưởng như giải David di Donatello của Accademia del Cinema Italiano, Huân chương Thánh giá kỵ binh của Polonia Restituta và Huân chương Cavalier de L'Ordre des Sciences et Lettres của Pháp.
Krzysztof Zanussi đã chắp bút kịch bản phim On editing an amateur film (1968), Discourse on an amateur film (1978) và cuốn hồi ký The Time to Die (1997). Ông cũng thủ vai chính mình trong Amator (1979) – bộ phim nói về một nhà làm phim nghiệp dư do bạn của ông, Krzysztof Kieślowski làm đạo diễn. Phim Constans (1980) của ông đã giật Giải của ban giám khảo tại Liên hoan phim Cannes. Trong thập niên 1980, ông dành phần lớn thời gian ở miền Tây.
Trong số những bộ phim ông làm ra trong quãng thời gian này có một tác phẩm tựa là From a Far Country: Pope John Paul II (1981) nói về cuộc đời của Giáo hoàng Gioan Phaolô II trong hoàn cảnh lịch sử hiện đại phức tạp của Ba Lan. Bộ phim Stan posiadania (1989) của ông đã được đem đi tranh giải tại Liên hoan phim quốc tế Moskva lần thứ 16. Kế đó phim Życie jako śmiertelna choroba przenoszona drogą płciową (2000) của ông còn thành công vang dội hơn khi ẵm giải Golden St. George tại Liên hoan phim quốc tế Moskva lần thứ 22. Sau đó, tác phẩm Suplement của ông cũng lọt vào vòng tranh cử tại Liên hoan phim quốc tế Moskva lần thứ 22 và giật giải đặc biệt FIPRESCI.

## Danh sách phim chọn lọc
- The Structure of Crystals [pl] (Struktura kryształu, 1969)
- Family Life (Życie rodzinne, 1971)
- Behind the Wall [pl] (Za ścianą, 1971, phim điện ảnh truyền hình)
- The Illumination (Iluminacja, 1972)
- The Catamount Killing [fr] (Lohngelder für Pittsville, 1974)
- A Woman's Decision (Bilans kwartalny, 1975)
- Camouflage (Barwy ochronne, 1977)
- Haus der Frauen [pl] (1977, phim điện ảnh truyền hình)
- Spiral (1978)
- Wege in der Nacht [pl] (1979)
- The Constant Factor (1980)
- Kontrakt [fr] (1980, phim điện ảnh truyền hình)
- From a Far Country [it] (1981)
- The Unapproachable [pl] (1982, phim điện ảnh truyền hình)
- Imperative (1982)
- Die Versuchung [pl] (1982, phim điện ảnh truyền hình)
- Bluebeard [pl] (1984, phim điện ảnh truyền hình)
- A Year of the Quiet Sun (1984)
- Power of Evil (1985)
- Erloschene Zeiten [pl] (1987, phim điện ảnh truyền hình)
- The Young Magician (1987)
- Wherever You Are... [pl] (1988)
- Inventory (1989)
- Napoléon et l'Europe [fr] (1991, phim truyền hình)
- Life for Life: Maximilian Kolbe [pl] (1991)
- Das lange Gespräch mit dem Vogel [pl] (1992, TV film)
- The Silent Touch [pl] (1992)
- Weekend Stories (1996)
- At Full Gallop (1996)
- Our God's Brother [pl] (1997)
- Life as a Fatal Sexually Transmitted Disease (2000)
- The Supplement (2001)
- Persona Non Grata (2005)
- Black Sun (2007)
- And a Warm Heart (2008)
- Jacquinot: A Forgotten Hero (2009)
- Revisited (2009)
- Interior voices (2009)
- Foreign Body (2015)
- Eter (2018)